# Jean de Cambolas
Jean de Cambolas, né vers 1565 et mort le 22 décembre 1633, est un juriste français, président du parlement de Toulouse au début du XVIIe siècle.

## Biographie
Né vers 1565, Jean de Cambolas naît vers 1565. Son père, François de Cambolas (1537-1603), est conseiller au présidial de Toulouse et conseiller de Catherine de Médicis. Sa mère, Marguerite de Lacger, est issue d'une famille de parlementaires.
Après des études de droit, il est nommé par le duc de Mayenne le 29 octobre 1591 conseiller au parlement de Toulouse. Il devient président de la chambre des requêtes le 4 septembre 1618. Le 4 janvier 1619, par lettre de Louis XIII, il est nommé conseiller d'État. Un édit du 21 août 1624 le nomme enfin membre de la Chambre de justice de Paris.
Il avait épousé en 1586 Marguerite de Duranti, nièce de Jean-Étienne Duranti, président au parlement qui mourut assassiné par des ligueurs en 1589. Il eut cinq enfants dont François qui hérita de sa charge de conseiller. Il meurt le 22 décembre 1633 et est enterré au cimetière du couvent des Cordeliers.

## Œuvre
- Décisions notables sur diverses questions du droit, jugées par plusieurs arrêts de la Cour de Parlement de Toulouse, Toulouse, 1659 (rééd. 1735 et 1744) (lire en ligne)

## Sources
- Patrick Anabeyre (dir.), Jean-Louis Halpérin (dir.) et Jacques Kaynen (dir.), Dictionnaire historique des juristes français : XIIe – XXe siècle, PUF, 2007
- François-Louis a'Weng, « Généalogie Cambolas » (consulté le 25 novembre 2009)